# Список серий аниме «Чобиты»
Данная статья содержит список серий аниме «Чобиты», которое было создано как адаптация одноимённой манги и впервые транслировалось по TBS и Animax с апреля по сентябрь 2002 года. В сентябре 2005 года сериал был показан на телевизионном канале Муз-Тв. Аниме лицензировано в России компанией MC Entertainment и выпущено на DVD набором из 24 серий (изъяты серии-пересказы № 9 и № 18).

## Список серий
Первая OVA «Чобитов» не транслировась по телевидению, но содержит пересказ последних серий данного телесериала, вместе с 9-й и 18-й сериями вынесена на отдельный DVD в релизе официального дистрибьютора, TBS.
| |                                                                     |            |  |
| 01 | Чии очнулась «Ти: мэдзамэру» (ちぃ 目覚める)                        | 3.04.2002  |  |
| Хидэки, возвращаясь домой поздним вечером, находит на помойке персоком и относит его к себе домой, хотя, сам того не замечая, роняет диск памяти. После запуска персокома, Хидеки решает оставить её себе.                                                                       |                                                                     |            |  |
| 02 | Чии выходит в общество «Ти: дэкакэру» (ちぃ でかける)               | 10.04.2002 |  |
| Друг Хидэки подключает своего персокома к Чии, от чего персоком ломается. Подключение Чии к телевизору показывает, будто Чии работает без операционной системы. Друг советует обратиться к знакомому специалисту по персокомам, который предполагает что Чии может быть чобитом. |                                                                     |            |  |
| 03 | Чи: запоминает «Ти: обоэру» (ちぃ おぼえる)                         | 17.04.2002 |  |
| У Хидэки серьёзные проблемы с деньгами и он устраивается на работу в японский паб, знакомясь там с Юми Омурой. Чии занята копированием поведения Хидэки и пытается изучать окружающий мир.                                                                                       |                                                                     |            |  |
| 04 | Чии делает покупки «Ти: оцукай» (ちぃ おつかい)                     | 24.04.2002 |  |
| Хидэки должен купить для Чии нижнее бельё, но стесняется идти в женский магазин. Он отправляет Чии на покупку белья вместе с персокомом друга, и Чии отправляется в поход, вернувшись немного не с тем, за чем её отправили.                                                     |                                                                     |            |  |
| 05 | Чии делает открытия «Ти: мицукэру» (ちぃ 見つける)                  | 1.05.2002  |  |
| Хидэки сдаёт свой первый экзамен на курсах и хочет купить себе английский словарь. В походе в магазин с Чии покупает ей книгу «Город, в котором никого нет». |                                                                     |            |  |
| 06 | Чии в беде «Ти: ёвару» (ちぃ 弱る)                                  | 8.05.2002  |  |
| У Чии заканчивается энергия и Хидэки не знает, что делать. |                                                                     |            |  |
| 07 | Чии работает «Ти: хатараку» (ちぃ 働く)                             | 15.05.2002 |  |
| Желая помочь Хидэки, Чии ищет работу. |                                                                     |            |  |
| 08 | Чии смущена «Ти: томадоу» (ちぃ とまどう)                           | 22.05.2002 |  |
| Чии сбегает из пип-шоу. |                                                                     |            |  |
| 09 | Симбо и Сумомо беседуют «Симбо — Сумомо катару» (新保・すもも 語る) | 29.05.2002 |  |
| Специальная серия. Является кратким обзором предыдущих серий. |                                                                     |            |  |
| 10 | Чии покупает «Ти: кау» (ちぃ 買う)                                  | 5.06.2002  |  |
| Минору, специалист по персокомам, консультировавший Хидэки, сообщает ему о письме с фотографией чобита. |                                                                     |            |  |
| 11 | Чии встречает «Ти: дэау» (ちぃ 出会う)                              | 12.06.2002 |  |
| Чии узнаёт о своей сестре Фрее. |                                                                     |            |  |
| 12 | Чии проверяет «Ти: тасикамэру» (ちぃ 確かめる)                      | 19.06.2002 |  |
| Хидэки кажется, что он живёт в доме с привидениями. |                                                                     |            |  |
| 13 | Чии играет «Ти: асобу» (ちぃ 遊ぶ)                                  | 26.06.2002 |  |
| Хидэки с друзьями играет в MMORPG. |                                                                     |            |  |
| 14 | Чии едет на море «Ти: уми ику» (ちぃ 海いく)                        | 3.07.2002  |  |
| Хидэки и его друзья идут на пляж. |                                                                     |            |  |
| 15 | Чии развлекает гостей «Ти: мотэнасу» (ちぃ もてなす)                | 10.07.2002 |  |
| К Хидэки «в гости» приходит его учительница. |                                                                     |            |  |
| 16 | Чии ничего не делает «Тии нани мо синай» (ちぃ 何もしない)          | 17.07.2002 |  |
| Хидэки узнаёт историю учительницы. |                                                                     |            |  |
| 17 | Чии занимается хозяйством. «Ти: Маканау» (ちぃ まかなう)            | 24.07.2002 |  |
| Чии решает приготовить еду для Хидэки. |                                                                     |            |  |
| 18 | Минору и Юдзуки беседуют «Минору — Юдзуки катару» (稔・柚姫 語る)   | 31.07.2002 |  |
| Специальная серия. Является кратким обзором предыдущих серий. |                                                                     |            |  |
| 19 | Чии помогает «Ти: тэ цудау» (ちぃ 手伝う)                           | 7.08.2002  |  |
| Чии помогает убраться в доме. |                                                                     |            |  |
| 20 | Чии пропала «Ти: инаку нару» (ちぃ いなくなる)                      | 14.08.2002 |  |
| «Стрекоза» похищает Чии. |                                                                     |            |  |
| 21 | Чии ждёт «Ти: мацу» (ちぃ 待つ)                                     | 21.08.2002 |  |
| Уэда рассказывает Хидэки свою историю. |                                                                     |            |  |
| 22 | Чии надеется «Ти: мотомэру» (ちぃ 求める)                           | 28.08.2002 |  |
| Хидэки находит похищенную Чии. |                                                                     |            |  |
| 23 | Чии отвечает «Ти: котаэру» (ちぃ 答える)                            | 4.09.2002  |  |
| За Чии следят два правительственных персокома. |                                                                     |            |  |
| 24 | Чии переодевается «Ти: китэ нугу» (ちぃ 着てぬぐ)                   | 11.09.2002 |  |
| Уэда и Юми разбираются в своих отношениях. |                                                                     |            |  |
| 25 | Чии решает «Ти: кимэру» (ちぃ 決める)                               | 18.09.2002 |  |
| Хидэки узнаёт всю правду о чобитах. |                                                                     |            |  |
| 26 | Человек только для Чии «Ти: дакэ но хито» (ちぃ だけの人)           | 25.09.2002 |  |
| Хидэки и Чии должны сделать важный выбор. |                                                                     |            |  |
| 27 | Чат Хибии и Котоко «Hibiya Kotoko kataru» (日比谷・琴子 語る)       | 2002(?)    |  |
| Несмотря на то, что 99% серии — нарезка из предыдущих серий, — из серии можно узнать кое-что новое. Проходит год после событий аниме. Беседуя, Читосэ Хибия (приемная мать Чии и Фреи) и Котоко (персоком Стрекозы) немного приоткрывают судьбы героев за это время.             |                                                                     |            |  |